# Shoot Out the Lights
Shoot Out the Lights è il sesto e ultimo album del duo rock britannico (marito e moglie) Richard Thompson e Linda Thompson. È stato prodotto da Joe Boyd e pubblicato nel 1982 sulla sua etichetta Hannibal.

## Critica
Per l'uscita su un'etichetta indipendente, Shoot Out the Lights ha avuto un impatto critico significativo. Alla fine del 1982, molti critici hanno inserito l'album nelle loro liste "best of" di fine anno, ad esempio, posizionandolo al secondo posto in The Village Voice Pazz & Jop Critics Poll. Ha continuato ad essere molto apprezzato. AllMusic lo elogia come "una meditazione sull'amore e sulla perdita in cui bellezza, passione e gioia inebriante si possono ancora trovare nella sconfitta". E The Rolling Stone Album Guide ha definito l'album "assolutamente perfetto" e lo ha citato per la sua "scrittura vividamente emotiva e la sua commovente commedia".
Nel 1987, Shoot Out the Lights è stato classificato al 24 ° posto nella classifica dei "100 migliori album degli ultimi 20 anni" della rivista Rolling Stone e nel 1989 è stato classificato al 9 ° posto nella stessa lista dei 100 migliori album degli anni ottanta della stessa rivista. Nel 2003, l'album fu classificato numero 333 nella sua lista dei 500 migliori album di tutti i tempi. Nel marzo 2005, la rivista Q ha inserito la canzone del titolo al numero 99 nella sua lista delle 100 Greatest Guitar Tracks.

## Tracce
1. Don't Renege on Our Love – 4:19
2. Walking on a Wire – 5:29
3. Man in Need – 3:36
4. Just the Motion – 6:19
5. Shoot Out the Lights – 5:24
6. Back Street Slide – 4:33
7. Did She Jump or Was She Pushed? – 4:52 (Richard Thompson, Linda Thompson)
8. Wall of Death – 3:43